# Stara Błotnica (gmina)
Stara Błotnica (daw. gmina Błotnica) – gmina wiejska w województwie mazowieckim, w powiecie białobrzeskim. W latach 1975–1998 gmina położona była w województwie radomskim.
Siedziba gminy to Stara Błotnica.
Według danych z 30 czerwca 2004 gminę zamieszkiwało 5226 osób.

## Struktura powierzchni
Według danych z roku 2002 gmina Stara Błotnica ma obszar ok. 96,24 km², w tym:
- użytki rolne: 84%
- użytki leśne: 9%

Gmina stanowi 15,05% powierzchni powiatu.

## Historia
Gminę zbiorową Błotnica utworzono 13 stycznia 1867 w związku z reformą administracyjną Królestwa Polskiego. Gmina weszła w skład nowego powiatu radomskiego w guberni radomskiej i liczyła 3077 mieszkańców.

## Demografia

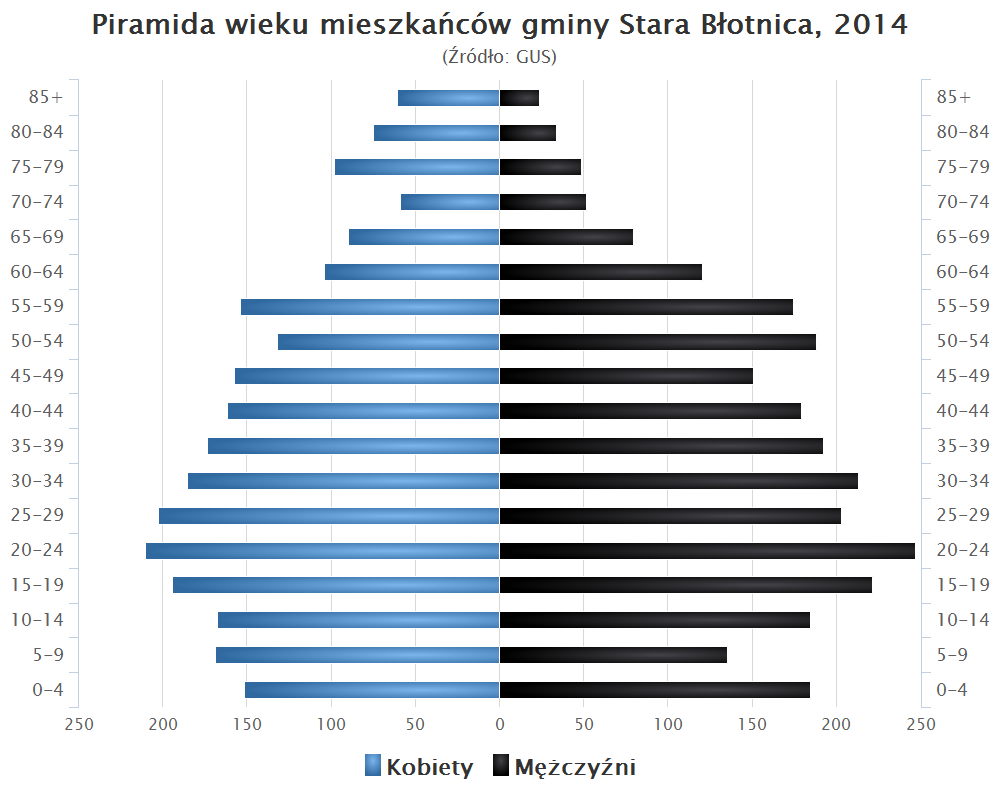
Piramida wieku mieszkańców gminy Stara Błotnica w 2014 roku

Dane z 30 czerwca 2004:
| Opis                              | Ogółem | Ogółem | Kobiety | Kobiety | Mężczyźni | Mężczyźni |
| --------------------------------- | ------ | ------ | ------- | ------- | --------- | --------- |
| jednostka                         | osób   | %      | osób    | %       | osób      | %         |
| populacja                         | 5226   | 100    | 2594    | 49,6    | 2632      | 50,4      |
| gęstość zaludnienia (mieszk./km²) | 54,3   | 54,3   | 27      | 27      | 27,3      | 27,3      |

## Sołectwa
Chruściechów, Czyżówka, Grodzisko – Trąbki, Jakubów, Kaszów, Nowy Gózd, Nowy Kadłubek, Nowy Kiełbów, Pągowiec, Pierzchnia, Ryki, Siemiradz, Stara Błotnica, Stare Siekluki, Stare Żdżary, Stary Gózd, Stary Kadłub, Stary Kadłubek, Stary Kiełbów, Stary Kobylnik, Stary Osów, Stary Sopot, Tursk – Łępin, Żabia Wola

## Sąsiednie gminy
Białobrzegi, Jedlińsk, Przytyk, Radzanów, Stromiec, Zakrzew

## Wójtowie gminy Stara Błotnica
- Andrzej Wiśniewski (1992-2010)
- Marcin Kozdrach (2010-nadal)